# Blue & Lonesome
| 총 점수               | 총 점수 |
| 출처                  | 점수    |
| --------------------- | ------- |
| 메타크리틱            | 86/100  |
| 평가 점수             |         |
| 출처                  | 점수    |
| 올뮤직                | [ 3 ]   |
| 《인디펜던트》        | [ 4 ]   |
| 《뉴스데이》          | A-      |
| 《NME》               | [ 6 ]   |
| 《롤링 스톤》         | [ 7 ]   |
| 《데일리 텔레그래프》 | [ 8 ]   |
| 《USA 투데이》        | [ 9 ]   |

《Blue & Lonesome》는 2016년 12월 2일 발매한 롤링 스톤스의 커버 음반으로, 영국에서 23번째, 미국에서 25번째 정규 음반이다. 커버 곡만 실은 밴드의 첫 음반이다. 리틀 월터의 노래 〈Just Your Fool〉를 커버한 버전이 싱글로 10월 6일 발매했다. 에릭 클랩튼은 두 곡에서 기타를 연주했다.
이 음반은 2021년 드러머 찰리 와츠가 사망하기 전에 발매된 마지막 스튜디오 음반이었다.

## 배경
2016년 4월, 롤링 스톤스의 경력 회고전에서 밴드는 새로운 음반의 발매일을 "가을의 언젠가"라고 밝혔다. 리처즈는 음반에 "시카고 블루스가 많다"고 말했다. 에릭 클랩튼은 두 곡에서 기타를 연주했다. 롤링 스톤스는 에릭 클랩튼이 자신의 음반을 녹음하던 곳과 같은 스튜디오에서 녹음했고, 그들은 그에게 몇 곡을 연주해 달라고 요청했다. 음반은 완전히 블루스에 기반을 두었고, 하울링 울프와 리틀 월터와 같은 음악가의 곡을 커버했다. 《Dirty Work》 이후, 재거의 기타 트랙이 아예 없고 그의 보컬과 하모니카에만 집중되어 있는 첫 음반이다.

## 곡 목록
| #            | 제목                                    | 작사·작곡                       | 재생 시간 |
| ------------ | --------------------------------------- | ------------------------------- | --------- |
| 1.           | 〈Just Your Fool〉                      | 버디 존슨                       | 2:16      |
| 2.           | 〈Commit a Crime〉                      | 하울링 울프                     | 3:38      |
| 3.           | 〈Blue and Lonesome〉                   | 멤피스 슬림                     | 3:07      |
| 4.           | 〈All of Your Love〉                    | 매직 샘                         | 4:46      |
| 5.           | 〈I Gotta Go〉                          | 리틀 월터                       | 3:26      |
| 6.           | 〈Everybody Knows About My Good Thing〉 | 마일스 그레이슨과 레르몬 호르튼 | 4:30      |
| 7.           | 〈Shake 'Em On Down〉                   | 에디 테일러                     | 2:48      |
| 8.           | 〈Hate to See You Go〉                  | 리틀 월터                       | 3:20      |
| 9.           | 〈Hoo Doo Blues〉                       | 라이트닝 슬림과 제리 웨스트     | 2:36      |
| 10.          | 〈Little Rain〉                         | 이워트 애브너와 지미 리드       | 3:32      |
| 11.          | 〈Just Like I Treat You〉               | 윌리 딕슨                       | 3:24      |
| 12.          | 〈I Can't Quit You Baby〉               | 윌리 딕슨                       | 5:13      |
| 총 재생 시간 | 총 재생 시간                            | 총 재생 시간                    | 42:36     |

## 참여 인원
롤링 스톤스
- 믹 재거 – 보컬, 하모니카
- 키스 리처즈 – 기타
- 로니 우드 – 기타
- 찰리 와츠 – 드럼

추가 인원
- 에릭 클랩튼 – 〈Everybody Knows About My Good Thing〉의 슬라이드 기타, 〈I Can't Quit You Baby〉의 기타
- 대릴 존스 – 베이스 기타
- 매트 클리포드 – 건반
- 척 리벨 – 건반
- 짐 켈트너 – 〈Hoo Doo Blues〉의 타악기

## 차트
싱글
| 연도 | 노래                   | 차트                          | 순위 |
| ---- | ---------------------- | ----------------------------- | ---- |
| 2016 | 〈Just Your Fool〉     | 빌보드 트리플 A               | 27   |
| 2016 | 〈Just Your Fool〉     | 빌보드 록 디지털 노래         | 28   |
| 2016 | 〈Just Your Fool〉     | 빌보드 블루스 디지털 노래     | 1    |
| 2016 | 〈Hate to See You Go〉 | 영국 라디오 에어플레이 탑 100 | 84   |
| 2016 | 〈Hate to See You Go〉 | 빌보드 블루스 디지털 노래     | 1    |

## 인증
| 국가                                                                                         | 인증        | 판매량/출하량 |
| -------------------------------------------------------------------------------------------- | ----------- | ------------- |
| 오스트레일리아 (ARIA)                                                                        | 골드        | 35,000^       |
| 오스트리아 (IFPI 오스트리아)                                                                 | 플래티넘    | 15,000*       |
| 벨기에 (BEA)                                                                                 | 플래티넘    | 30,000*       |
| 캐나다 (뮤직 캐나다)                                                                         | 골드        | 40,000        |
| 덴마크 (IFPI Danmark)                                                                        | 골드        | 10,000        |
| 프랑스 (SNEP)                                                                                | 2× 플래티넘 | 200,000       |
| 독일 (BVMI)                                                                                  | 3× 골드     | 300,000       |
| 이탈리아 (FIMI)                                                                              | 골드        | 25,000*       |
| 네덜란드 (NVPI)                                                                              | 2× 플래티넘 | 80,000        |
| 뉴질랜드 (RMNZ)                                                                              | 골드        | 7,500         |
| 폴란드 (ZPAV)                                                                                | 플래티넘    | 20,000        |
| 스페인 (PROMUSICAE)                                                                          | 골드        | 20,000        |
| 영국 (BPI)                                                                                   | 플래티넘    | 300,000       |
| 요약                                                                                         |             |               |
| 전 세계                                                                                      | —           | 1,800,000     |
| *판매량을 기반으로 한 인증 · ^출하량을 기반으로 한 인증 · 판매량+스트리밍을 기반으로 한 인증 |             |               |